# 18 août 2002
Le dimanche 18 août 2002 est le 230e jour de l'année 2002.

## Naissances
- Jorge Eduardo García, acteur mexicain

## Décès
- Dean Riesner (né le 3 novembre 1918), scénariste américain
- Dominique Janicaud (né le 14 novembre 1937), philosophe français
- Lionel Cassan (né le 17 juin 1956), animateur de télévision
- Peter Arthy (né le 1er octobre 1925), animateur britannique
- Ričardas Gavelis (né le 8 octobre 1950), écrivain lituanien

## Événements
- À Berlin en Allemagne, sommet entre l'Union européenne et les pays d'Europe centrale, consacré au financement des réparations après les graves inondations. Les besoins sont estimés à au moins 20 milliards d'euros.
- Du 18 au 23 août, Visite officielle, en Extrême-Orient russe, du chef d'État nord-coréen Kim Jong-il, à bord de son train blindé. Le 23, entretien avec Vladimir Poutine.
- Le gouvernement russe annonce la signature d'un accord de coopération économique et commerciale avec Bagdad, pour une valeur de 40 milliards de dollars.
- À Tel-Aviv, un accord, dénommé « Gaza et Bethléem d'abord », est conclu entre le ministre israélien de la Défense, Benjamin Ben Eliezer, et le nouveau ministre de l'Intérieur palestinien, Abdelrazak al-Yahya, concernant le retrait israélien des parties réoccupées de la bande de Gazaet de Bethléem. Le 25, le ministre sans portefeuille israélien Danny Naveh annonce que l'accord est « gelé ».
- Formule 1 : Grand Prix automobile de Hongrie. Alors qu'il reste encore quatre Grand Prix à courir, Michael Schumacher est déjà assuré du gain du Championnat du monde de Formule 1 au volant d'une Ferrari.
- Découverte des astéroïdes (78429) Baschek et (78430) Andrewpearce
- Sortie de la chanson All the Things She Said du groupe t.A.T.u.
- Sortie du jeu vidéo Buffy contre les vampires
- Fin de la série télévisée Les Enquêtes de Nero Wolfe